# Ekrinní potní žlázy
Ekrinní potní žlázy (z ekkrinein = „vylučovat“; někdy také nazývané merokrinní žlázy) jsou hlavními potními žlázami lidského těla, které se nacházejí napříč celou kůží. Nejvíce se jich vyskytuje v oblastech dlaní a chodidel, méně na hlavě a v mnohem menší míře na trupu a končetinách. U ostatních savců jsou poměrně vzácnější a vyskytují se hlavně v oblastech bez srsti, například na polštářcích na spodu tlapek. Vrcholu vývoje dosahují ekrinní potní žlázy právě u člověka, kde mohou zabírat až 200–400/cm² povrchu kůže. Ekrinní žlázy produkují pot – čirou látku bez zápachu, sestávající převážně z vody. Zápach potu je způsoben bakteriální aktivitou ve výměšcích apokrinních potních žláz.
Jsou přítomny od narození. Jejich sekreční část je přítomna hluboko uvnitř škáry.
Ekrinní žlázy se skládají z intraepidermálního spirálového potrubí, „akrosyringia“, dermálního kanálu, sestávajícího z přímé a stočené části, a sekrečního tubulu, stočeného hluboko ve škáře nebo podkoží. Ekrinní žláza ústí v podobě potního póru. Stočená část je tvořena dvěma soustřednými vrstvami cylindrických nebo kubických epiteliálních buněk. Epiteliální buňky jsou obklopeny myoepiteliálními buňkami, které je podpírají. Trubice ekrinní žlázy je tvořena dvěma vrstvami kubických epiteliálních buněk.
Ekrinní žlázy se podílejí na termoregulaci chlazením v podobě odpařování potu vylučovaného žlázami na povrchu těla, a na pocení, vyvolaném emocemi (úzkost, strach, stres a bolest). Bílý sediment v jinak bezbarvém ekrinním sekretu je způsoben odpařováním, které zvyšuje koncentraci solí.
Ekrinní žlázy jsou inervovány sympatickým nervovým systémem, hlavně cholinergními vlákny, jejichž signály jsou ovlivňovány změnami tělesné teploty, ale také adrenergními vlákny. Žlázy na dlaních a chodidlech nereagují na teplotu ale na emocionální stres.

## Vylučování
Sekret ekrinních žláz je sterilní, zředěný roztok elektrolytu s primárními složkami hydrogenuhličitanu, draslíku a chloridu sodného (NaCl) a dalších vedlejších složek, jako je glukóza, pyruvát, laktát, cytokiny, imunoglobuliny, antimikrobiální peptidy (např. dermcidin) a mnoho dalších.
Ve srovnání s krevní plazmou a extracelulární tekutinou je koncentrace sodných iontů v potu mnohem nižší (~ 40 mM v potu oproti ~ 150 mM v krevní plazmě a extracelulární tekutině). V ekrinních žlázách má sice pot vysokou koncentraci sodných iontů, ty jsou ale poté reabsorbovány do tkáně pomocí epiteliálních sodíkových kanálů (ENaC), které jsou umístěny na apikální membráně buněk tvořící vývody ekrinní žlázy (viz obr. 9 a obr. 10). Tato zpětná absorpce sodných iontů snižuje ztrátu Na+ během pocení. Pacienti se systémovým syndromem pseudohypoaldosteronismu, kteří jsou nositeli mutací v genech podjednotky ENaC, mají slaný pot, protože nemohou sůl znovu absorbovat v potu. U těchto pacientů mohou koncentrace sodných iontů značně vzrůst (až o 180 mmol / l).
U lidí, kteří mají hyperhidrózu, potní žlázy (zejména ekrinní žlázy) reagují na podněty intenzivněji, jsou aktivnější a produkují více potu než u zdravého člověka. Pacienti s cystickou fibrózou také produkují výrazně slanější pot, ale v těchto případech jde o poruchu transportéru chloridů CFTR, který je umístěn na apikální membráně ekrinních žlázových kanálků.
Dermicidin je nově izolovaný antimikrobiální peptid produkovaný ekrinními potními žlázami.